# Équipe de Suisse de football en 2021
Cet article présente l'année 2021 pour l'équipe de Suisse de football. Une année en tous points remarquable pour elle, qui successivement se qualifie pour la première fois pour les quarts de finale d'un Euro, en éliminant notamment la France, championne du monde en titre, puis décroche son billet directement pour la Coupe du monde 2022 en terminant en tête de son groupe de qualification, au nez et à la barbe des champions d'Europe en titre italiens.

## Évolution du classement
| Année | 2020     | 2021    | 2021    | 2021 | 2021  | 2021 | 2021 | 2021    | 2021 | 2021      | 2021    | 2021     | 2021     |
| Mois  | décembre | janvier | février | mars | avril | mai  | juin | juillet | août | septembre | octobre | novembre | décembre |
| Rang  | 16       | 16      | 16      | 16   | 13    | 13   | 13   | 13      | 14   | 15        | 14      | 13       | 13       |

## Bilan
|           | Nombre de matchs | Victoires | Matchs nuls | Défaites | Buts marqués | Buts encaissés |
| Domicile  | 8                | 7         | 1           | 0        | 21           | 4              |
| Extérieur | 4                | 2         | 2           | 0        | 8            | 2              |
| Neutre    | 5                | 1         | 3           | 1        | 8            | 9              |
| Total     | 17               | 10        | 6           | 1        | 37           | 15             |

## Matchs et résultats
| CM 2022 - qualification 1re journée              | Bulgarie     | 1 - 3   | Suisse                                | Stade national Vassil-Levski, Sofia                           |                                                               |
| 25 mars 2021 · 18h00 · Historique des rencontres | Despodov 46e | (0 - 3) | 7e Embolo · 10e Seferović · 12e Zuber | Spectateurs : 0 (huis clos) Arbitrage : Nikola Dabanović (en) | Spectateurs : 0 (huis clos) Arbitrage : Nikola Dabanović (en) |
| 25 mars 2021 · 18h00 · Historique des rencontres | Rapport      |         |                                       | Spectateurs : 0 (huis clos) Arbitrage : Nikola Dabanović (en) | Spectateurs : 0 (huis clos) Arbitrage : Nikola Dabanović (en) |

| CM 2022 - qualification 2e journée               | Suisse     | 1 - 0   | Lituanie | Kybunpark, Saint-Gall                                           |                                                                 |
| 28 mars 2021 · 20h45 · Historique des rencontres | Shaqiri 2e | (1 - 0) |          | Spectateurs : 0 (huis clos) Arbitrage : Mattias Gestranius (en) | Spectateurs : 0 (huis clos) Arbitrage : Mattias Gestranius (en) |
| 28 mars 2021 · 20h45 · Historique des rencontres | Rapport    |         |          | Spectateurs : 0 (huis clos) Arbitrage : Mattias Gestranius (en) | Spectateurs : 0 (huis clos) Arbitrage : Mattias Gestranius (en) |

| Match amical                                     | Suisse                                      | 3 - 2   | Finlande                  | Kybunpark, Saint-Gall                                              |                                                                    |
| 31 mars 2021 · 20h45 · Historique des rencontres | Gavranović 21e · Vargas 57e · Seferović 86e | (1 - 2) | 30e 40e (pen.) Pohjanpalo | Spectateurs : 0 (huis clos) Arbitrage : Manuel Schüttengruber (de) | Spectateurs : 0 (huis clos) Arbitrage : Manuel Schüttengruber (de) |
| 31 mars 2021 · 20h45 · Historique des rencontres | Rapport                                     |         |                           | Spectateurs : 0 (huis clos) Arbitrage : Manuel Schüttengruber (de) | Spectateurs : 0 (huis clos) Arbitrage : Manuel Schüttengruber (de) |

| Match amical                                    | Suisse                    | 2 - 1   | États-Unis | Kybunpark, Saint-Gall                          |                                                |
| 30 mai 2021 · 20h15 · Historique des rencontres | Rodríguez 10e · Zuber 63e | (1 - 1) | 5e Lletget | Spectateurs : 100 Arbitrage : Harm Osmers (de) | Spectateurs : 100 Arbitrage : Harm Osmers (de) |
| 30 mai 2021 · 20h15 · Historique des rencontres | Rapport                   |         |            | Spectateurs : 100 Arbitrage : Harm Osmers (de) | Spectateurs : 100 Arbitrage : Harm Osmers (de) |

| Match amical                                    | Suisse                                                                       | 7 - 0   | Liechtenstein | Kybunpark, Saint-Gall                         |                                               |
| 3 juin 2021 · 18h00 · Historique des rencontres | Gavranović 19e 75e 79e · Fassnacht 46e 70e · Frick 57e (csc) · Fernandes 85e | (1 - 0) |               | Spectateurs : 300 Arbitrage : Nejc Kajtazovic | Spectateurs : 300 Arbitrage : Nejc Kajtazovic |
| 3 juin 2021 · 18h00 · Historique des rencontres | Rapport                                                                      |         |               | Spectateurs : 300 Arbitrage : Nejc Kajtazovic | Spectateurs : 300 Arbitrage : Nejc Kajtazovic |

| Euro 2020 - 1re journée                          | Pays de Galles | 1 - 1   | Suisse     | Stade olympique, Bakou                         |                                                |
| 12 juin 2021 · 15h00 · Historique des rencontres | Moore 74e      | (0 - 0) | 49e Embolo | Spectateurs : 8 782 Arbitrage : Clément Turpin | Spectateurs : 8 782 Arbitrage : Clément Turpin |
| 12 juin 2021 · 15h00 · Historique des rencontres | Rapport        |         |            | Spectateurs : 8 782 Arbitrage : Clément Turpin | Spectateurs : 8 782 Arbitrage : Clément Turpin |

| Euro 2020 - 2e journée                           | Italie                           | 3 - 0   | Suisse | Stadio Olimpico, Rome                           |                                                 |
| 16 juin 2021 · 21h00 · Historique des rencontres | Locatelli 26e 52e · Immobile 89e | (1 - 0) |        | Spectateurs : 12 445 Arbitrage : Sergei Karasev | Spectateurs : 12 445 Arbitrage : Sergei Karasev |
| 16 juin 2021 · 21h00 · Historique des rencontres | Rapport                          |         |        | Spectateurs : 12 445 Arbitrage : Sergei Karasev | Spectateurs : 12 445 Arbitrage : Sergei Karasev |

| Euro 2020 - 3e journée                           | Suisse                         | 3 - 1   | Turquie     | Stade olympique, Bakou                         |                                                |
| 20 juin 2021 · 18h00 · Historique des rencontres | Seferović 6e · Shaqiri 26e 68e | (2 - 0) | 62e Kahveci | Spectateurs : 17 138 Arbitrage : Slavko Vinčić | Spectateurs : 17 138 Arbitrage : Slavko Vinčić |
| 20 juin 2021 · 18h00 · Historique des rencontres | Rapport                        |         |             | Spectateurs : 17 138 Arbitrage : Slavko Vinčić | Spectateurs : 17 138 Arbitrage : Slavko Vinčić |

| Euro 2020 - 1/8 de finale                        | France                                      | 3 - 3 a. p.           | Suisse                                         | Arena Națională, Bucarest                           |                                                     |
| 28 juin 2021 · 21h00 · Historique des rencontres | Benzema 57e 59e · Pogba 75e                 | (0 - 1, 3 - 3, 3 - 3) | 15e (81) Seferović · 90e Gavranović            | Spectateurs : 22 642 Arbitrage : Fernando Rapallini | Spectateurs : 22 642 Arbitrage : Fernando Rapallini |
| 28 juin 2021 · 21h00 · Historique des rencontres | Rapport                                     |                       |                                                | Spectateurs : 22 642 Arbitrage : Fernando Rapallini | Spectateurs : 22 642 Arbitrage : Fernando Rapallini |
| 28 juin 2021 · 21h00 · Historique des rencontres | Pogba · Giroud · Thuram · Kimpembe · Mbappé | Tirs au but 4 - 5     | Gavranović · Schär · Akanji · Vargas · Mehmedi | Spectateurs : 22 642 Arbitrage : Fernando Rapallini | Spectateurs : 22 642 Arbitrage : Fernando Rapallini |

| Euro 2020 - 1/4 de finale                          | Suisse                               | 1 - 1 a. p.           | Espagne                                      | Stade Krestovski, Saint-Pétersbourg             |                                                 |
| 2 juillet 2021 · 18h00 · Historique des rencontres | Shaqiri 78e                          | (0 - 1, 1 - 1, 1 - 1) | 8e (csc) Zakaria                             | Spectateurs : 24 764 Arbitrage : Michael Oliver | Spectateurs : 24 764 Arbitrage : Michael Oliver |
| 2 juillet 2021 · 18h00 · Historique des rencontres | Rapport                              |                       |                                              | Spectateurs : 24 764 Arbitrage : Michael Oliver | Spectateurs : 24 764 Arbitrage : Michael Oliver |
| 2 juillet 2021 · 18h00 · Historique des rencontres | Gavranović · Schär · Akanji · Vargas | Tirs au but 1 - 3     | Busquets · Olmo · Rodri · Moreno · Oyarzabal | Spectateurs : 24 764 Arbitrage : Michael Oliver | Spectateurs : 24 764 Arbitrage : Michael Oliver |

| Match amical                                           | Suisse                | 2 - 1   | Grèce        | Parc Saint-Jacques, Bâle                      |                                               |
| 1er septembre 2021 · 20h45 · Historique des rencontres | Zuber 7e · Vargas 51e | (1 - 1) | 34e Pavlídis | Spectateurs : 3 500 Arbitrage : Antti Munukka | Spectateurs : 3 500 Arbitrage : Antti Munukka |
| 1er septembre 2021 · 20h45 · Historique des rencontres | Rapport               |         |              | Spectateurs : 3 500 Arbitrage : Antti Munukka | Spectateurs : 3 500 Arbitrage : Antti Munukka |

| CM 2022 - qualification 3e journée                   | Suisse  | 0 - 0 | Italie | Parc Saint-Jacques, Bâle                                    |                                                             |
| 5 septembre 2021 · 20h45 · Historique des rencontres |         |       |        | Spectateurs : 31 500 Arbitrage : Juan Martínez Munuera (en) | Spectateurs : 31 500 Arbitrage : Juan Martínez Munuera (en) |
| 5 septembre 2021 · 20h45 · Historique des rencontres | Rapport |       |        | Spectateurs : 31 500 Arbitrage : Juan Martínez Munuera (en) | Spectateurs : 31 500 Arbitrage : Juan Martínez Munuera (en) |

| CM 2022 - qualification 4e journée                   | Irlande du Nord | 0 - 0 | Suisse | Windsor Park, Belfast                                |                                                      |
| 8 septembre 2021 · 20h45 · Historique des rencontres |                 |       |        | Spectateurs : 15 660 Arbitrage : Harald Lechner (it) | Spectateurs : 15 660 Arbitrage : Harald Lechner (it) |
| 8 septembre 2021 · 20h45 · Historique des rencontres | Rapport         |       |        | Spectateurs : 15 660 Arbitrage : Harald Lechner (it) | Spectateurs : 15 660 Arbitrage : Harald Lechner (it) |

| CM 2022 - qualification 5e journée                 | Suisse                        | 2 - 0   | Irlande du Nord | Stade de Genève, Genève                        |                                                |
| 9 octobre 2021 · 20h45 · Historique des rencontres | Zuber 45+3e · Fassnacht 90+1e | (1 - 0) |                 | Spectateurs : 19 129 Arbitrage : Slavko Vinčić | Spectateurs : 19 129 Arbitrage : Slavko Vinčić |
| 9 octobre 2021 · 20h45 · Historique des rencontres | Rapport                       |         |                 | Spectateurs : 19 129 Arbitrage : Slavko Vinčić | Spectateurs : 19 129 Arbitrage : Slavko Vinčić |

| CM 2022 - qualification 6e journée                  | Lituanie | 0 - 4   | Suisse                                          | Stade LFF, Vilnius                                 |                                                    |
| 12 octobre 2021 · 20h45 · Historique des rencontres |          | (0 - 3) | Embolo 31e 45e · Steffen 42e · Gavranović 90+4e | Spectateurs : 1 806 Arbitrage : Tiago Martins (en) | Spectateurs : 1 806 Arbitrage : Tiago Martins (en) |
| 12 octobre 2021 · 20h45 · Historique des rencontres | Rapport  |         |                                                 | Spectateurs : 1 806 Arbitrage : Tiago Martins (en) | Spectateurs : 1 806 Arbitrage : Tiago Martins (en) |

| CM 2022 - qualification 7e journée                   | Italie         | 1 - 1   | Suisse     | Stadio Olimpico, Rome                           |                                                 |
| 12 novembre 2021 · 20h45 · Historique des rencontres | Di Lorenzo 36e | (1 - 1) | 11e Widmer | Spectateurs : 45 699 Arbitrage : Anthony Taylor | Spectateurs : 45 699 Arbitrage : Anthony Taylor |
| 12 novembre 2021 · 20h45 · Historique des rencontres | Rapport        |         |            | Spectateurs : 45 699 Arbitrage : Anthony Taylor | Spectateurs : 45 699 Arbitrage : Anthony Taylor |

| CM 2022 - qualification 8e journée                   | Suisse                                              | 4 - 0   | Bulgarie | Swissporarena, Lucerne                          |                                                 |
| 15 novembre 2021 · 20h45 · Historique des rencontres | Okafor 48e · Vargas 57e · Itten 72e · Freuler 90+1e | (0 - 0) |          | Spectateurs : 14 300 Arbitrage : Benoît Bastien | Spectateurs : 14 300 Arbitrage : Benoît Bastien |
| 15 novembre 2021 · 20h45 · Historique des rencontres | Rapport                                             |         |          | Spectateurs : 14 300 Arbitrage : Benoît Bastien | Spectateurs : 14 300 Arbitrage : Benoît Bastien |

## Classement des buteurs
| Buteur                      | Compétition officielle | Matchs amicaux | Total |
| --------------------------- | ---------------------- | -------------- | ----- |
| Mario Gavranović            | 2                      | 4              | 6     |
| Haris Seferović             | 4                      | 1              | 5     |
| Xherdan Shaqiri             | 4                      | 0              | 4     |
| Breel Embolo                | 4                      | 0              | 4     |
| Steven Zuber                | 2                      | 2              | 4     |
| Christian Fassnacht         | 1                      | 2              | 3     |
| Rubén Vargas                | 1                      | 2              | 3     |
| Remo Freuler                | 1                      | 0              | 1     |
| Cedric Itten                | 1                      | 0              | 1     |
| Noah Okafor                 | 1                      | 0              | 1     |
| Renato Steffen              | 1                      | 0              | 1     |
| Silvan Widmer               | 1                      | 0              | 1     |
| Edimilson Fernandes         | 0                      | 1              | 1     |
| Ricardo Rodríguez           | 0                      | 1              | 1     |
| But adverse contre son camp | 0                      | 1              | 1     |